# عاشقان ورونا
عاشقان ورونا (به فرانسوی: Les amants de Vérone) یک فیلم درام فرانسوی به کارگردانی آندره کایات و آزادانه براساس نمایشنامه رومئو و ژولیت، اثر ویلیام شکسپیر در سال ۱۹۴۹ است. این فیلم پروژه مشترک ژاک پره‌ور (فیلم‌نامه‌نویس) و آندره کایات (کارگردان) بود و از استقبال زیادی در سطح بین‌المللی برخوردار شد. در سال ۱۹۴۹ در ایتالیا و سپس در سال ۱۹۵۱ در سطح بین‌المللی به اکران درآمد.

## خلاصه داستان
این داستان در ایتالیا پس از جنگ اتفاق می‌افتد و نقش‌های اصلی آن آنجلو، یک شیشه‌گر از مورانو و جورجیا مگلیا، دختر زیبای یک قاضی فاشیست می‌باشد؛ که عاشق هم هستند؛ که به عنوان نقش جایگزین برای قهرمانان اصلی داستان رومئو و ژولیت می‌باشند؛ در ونیز و ورونا دیری نمی‌گذرد که آنها عاشق هم می‌شوند و عاشقانه‌های آنان با قهرمانان بی‌انتهای شکسپیر همسویی می‌کند. اما عشق آنان توسط دسیسههای رافائل و دعوی مشکوک خانواده جورجیا مگلیا تهدید می‌شود و در نهایت همانند پایان غم‌انگیز رومئو و ژولیت آنجلو (رومئو) کشته می‌شود و جورجیا (ژولیت) در کنار او می‌میرد.

## نقد فیلم
تی‌وی گاید آن را «یک فیلم عاشقانه جذاب» توصیف می‌کند. بوسلی کراوتر (en) علاقه ای به این فیلم نشان نمی‌دهد و آن را ناخوشایند می‌داند. وی در انتقاد از این فیلم می‌گوید:
این فیلم داستانی عجیب و غریب و ناخوشایند از بیماری‌های معاصر در ونیز و فیلمی پر زرق و برق در ایتالیا می‌باشد.— بوسلی کراوتر، 
پالین کیل (منتقد آمریکایی) در انتقاد از این فیلم می‌گوید:
ظرافت شاعرانه و حس فیلم در تضاد با عناصر زنده ای است که آن را در بر می‌گیرد … ممکن است احساس کنید که بیش از حد از اهداف هنری فیلم آگاه شده‌اید و رمانتیک گرایی می‌تواند کمی شما را آزار دهد.— پالین کیل، 

## بازیگران
- سرژ رجیانی در نقش آنجلو (رومئو)
- آنوک امه در نقش جورجیا (ژولیت)
- مارتین کارول در نقش بتینا وردی، ستاره فیلم
- پیر براسور در نقش رافائله
- مارسل دالیو در نقش آمدیو مگلیا
- ماریان اسوالد در نقش لائیتیا
- رنه جنین در نقش نگهبان مقبره
- ایو دنیو در نقش ریکاردو، یک بازیگر
- چارلز بلاوت در نقش رئیس کارخانه شیشه سازی
- مارسل پرز در نقش دومینی، یک شیشه‌گر
- پالمیر لواسور